# 빌리 하인시
빌리 하인시(Billy Hinsche, 본명(本名)은 윌리엄 하인시(William Hinsche), 1951년 6월 29일 ~ )는 필리핀에서 출생한 미국의 가수 겸 작곡가이자 음반 프로듀서이다.

## 생애
필리핀 마닐라에서 출생하였고 어렸을 때 미국인 부모를 따라 미국으로 귀국하였으며 13세 때였던 1964년에 보컬 음악 그룹 "Dino, Desi & Billy"의 보컬리스트와 기타리스트 겸 피아니스트로 첫 데뷔하였고 이 음악 그룹이 해체한 이후에는 작사가와 작곡가와 편곡가와 음반 프로듀서로 활약하였다.
2007년에는 미국 다큐멘터리 영화 《Dennis Wilson: forever》로 영화감독, 영화연출가, 시나리오 작가, 영화음악감독 데뷔하였다.

## 같이 보기
- 데지 아너즈
- 데지 아너즈 주니어
- 딘 마틴
- 딘 폴 마틴
- 브라이언 윌슨
- 데니스 윌슨
- 칼 윌슨